# Deutsche Gesellschaft für Klinische Pharmakologie und Therapie
Die Deutsche Gesellschaft für klinische Pharmakologie und Therapie (DGKliPha) ist eine wissenschaftliche medizinische Fachgesellschaft, die sich der Erforschung und Verbesserung der Arzneimitteltherapie widmet. Schwerpunkte der DGKliPha sind Grundlagenforschung, translationale Aufgaben sowie die klinische Prüfung von Arzneistoffen. Die DGKliPha ist Mitgliedsgesellschaft der Arbeitsgemeinschaft der Wissenschaftlichen Medizinischen Fachgesellschaften und gehört der Deutschen Gesellschaft für Experimentelle und Klinische Pharmakologie und Toxikologie an.

## Geschichte
Der Themenbereich der Klinischen Pharmakologie wurde ursprünglich ausschließlich durch eine entsprechende Sektion innerhalb der Deutschen Gesellschaft für Experimentelle und Klinische Pharmakologie und Toxikologie (DGPT) vertreten. Im Jahr 1990 wurde parallel die Deutsche Gesellschaft für klinische Pharmakologie und Therapie (GKPharm) gegründet, die unabhängig von der DGPT war. Im Jahr 2007 wurden beide Organisationen zur Deutschen Gesellschaft für klinische Pharmakologie und Therapie (DGKliPha) vereinigt. Seither ist die DGKliPha eine von drei Fachgesellschaften unter dem gemeinsamen Dach der DGPT. In einem jährlichen Turnus wechseln sich die Vorsitzenden der drei in der DGPT vertretenen Fachgesellschaften, neben der DGKliPha sind dies die Deutsche Gesellschaft für Pharmakologie und die Gesellschaft für Toxikologie, in der Präsidentschaft der DGPT ab.  Im November 2013 wurde die DGKliPha eigenständiges Mitglied der Arbeitsgemeinschaft der Wissenschaftlichen Medizinischen Fachgesellschaften (AWMF). Seither war die Fachgesellschaft an der Erarbeitung und Publikation von vier Leitlinien beteiligt.
- S2k-Leitlinie Arzneimitteltherapie bei Multimorbidität – Living Guideline (2023)
- S3-Leitlinie Behandlung akuter perioperativer und posttraumatischer Schmerzen (2021)
- S2k-Leitlinie Antibiotikatherapie bei HNO-Infektionen (2019)
- S3-Leitlinie Antiresorptiva-assoziierte Kierfernekrose AR-ONJ (2018)

Bis 2006 vergab die DGKliPha in Fortführung der Tradition der Sektion Klinische Pharmakologie in der DGPT den "Hans J. Dengler Preis", der mit 2.500 € dotiert war und von der Paul-Martini-Stiftung finanziell unterstützt wurde.